# Тромп, Чедвик
Чедвик Чендлер Тромп (нидерл. Chadwick Chandler Tromp; 21 марта 1995, Ораньестад, Аруба) — нидерландский бейсболист, кэтчер фарм-системы клуба Главной лиги бейсбола «Атланта Брэйвз». В составе сборной Нидерландов принимал участие в играх Мировой бейсбольной классики 2017 года.

## Биография
Чедвик Тромп родился 21 марта 1995 года в Ораньестаде на Арубе. Бейсболом он начал заниматься в 2011 году, когда его старший брат Джандидо подписал контракт с клубом «Филадельфия Филлис». Ещё через два года, после участия в показательном турнире на Кюрасао, Тромп получил предложение спортивной стипендии от общественного Западно-Оклахомского колледжа. Поступить туда он не успел, в мае 2013 года подписав контракт с «Цинциннати Редс».
Начав профессиональную карьеру в Аризонской лиге для новичков, Тромп в 2015 году впервые сыграл на уровне AAA-лиги. В следующие два сезона он играл за «Дейтону Тортугас» и «Пенсаколу Блу Вахус». Весной 2017 года его включили в состав сборной Нидерландов на матчи квалификационного турнира Мировой бейсбольной классики. В 2018 году его пригласили для участия в весенних сборах с основным составом «Редс». В команде Тромп не закрепился и провёл следующие два сезона в младших лигах, а затем получил статус свободного агента. В январе 2020 года он получил приглашение на сборы клуба «Сан-Франциско Джайентс», подписав контракт игрока младшей лиги. Начало регулярного чемпионата было перенесено из-за пандемии COVID-19, после чего Тромп хорошо проявил себя в летнем лагере команды и сумел закрепиться в качестве второго кэтчера. В конце июля 2020 года он дебютировал в Главной лиге бейсбола и до конца сезона сыграл за клуб в 24 матчах, отбивая с показателем 21,3 %. По ходу чемпионата Тромп играл в батарее с питчером Джонни Куэто. В декабре он продлил контракт с клубом ещё на один сезон. В чемпионате 2021 года он принял участие только в девяти матчах. В сентябре «Джайентс» выставили его на драфт отказов, после чего Тромп перешёл в «Атланту». Концовку сезона он провёл в фарм-клубе «Гуиннетт Брэйвз».
В марте 2022 года Тромп подписал с «Брэйвз» контракт игрока младшей лиги.